# Koninkrijk Pruisen
Het koninkrijk Pruisen (Duits: Königreich Preußen, Nederlands ook wel Pruissen) was een absolutistische monarchie van 1701 tot 1918. Vanaf het ontstaan van het Duitse keizerrijk ('Duitse eenwording') in 1871 tot aan de Eerste Wereldoorlog besloegen de grondgebieden die onder Pruisische heerschappij vielen, ongeveer twee derde deel van de grondgebieden die onder het Duitse Keizerrijk waren samengebracht. De naam Pruisen komt van het Baltische volk der Pruisen die in de vroege middeleeuwen aan de Bocht van Gdańsk woonden, maar de machtsbasis van het eeuwen later opgerichte koninkrijk, lag in Brandenburg met als hoofdstad Berlijn. Het koninkrijk werd tijdens de Novemberrevolutie van 1918 opgeheven en vervangen door de vrijstaat Pruisen.

## Geschiedenis

### Ontstaan
Sinds 1618 werden het markgraafschap Brandenburg en het hertogdom Pruisen in een personele unie geregeerd door het huis Hohenzollern onder de naam Brandenburg-Pruisen. De Tweede Noordse Oorlog werd beëindigd met het Verdrag van Oliva in 1660, hierdoor kregen de Hohenzollerns de soevereine macht over het hertogdom Pruisen. Als gevolg van de Pruisische steun tegen Frankrijk in de Spaanse Successieoorlog kon keurvorst Frederik III zichzelf dan ook in 1701 als Frederik I tot koning in Pruisen kronen.
Technisch gezien konden er behalve het koninkrijk Bohemen geen koninkrijken bestaan in het Heilige Roomse Rijk. Frederik redeneerde dat Pruisen nooit onderdeel had uitgemaakt van het Heilige Roomse Rijk en dat de Hohenzollerns er de volledige soevereiniteit over hadden. Pruisen kon daarom tot koninkrijk worden opgewaardeerd. De titel "koning in (niet van) Pruisen" werd aangenomen. De invloed van de keizer op de verschillende gebieden in het keizerrijk was toen echter al zo gering dat de verschillende heersers zich al min of meer als soeverein gedroegen. Al snel werden dan ook de Brandenburgse gebieden die formeel tot het keizerrijk hoorden de facto als onderdeel van het koninkrijk gezien. Het duurde tot 1772 voor de titel gewijzigd werd naar "koning van Pruisen".

### Frederik Willem I (1713-1740)
Begin 1700 was het nieuwe koninkrijk Pruisen erg arm en nog niet helemaal hersteld van de Dertigjarige Oorlog. Het bestond uit meerdere gebieden verdeeld over 1200 km van het hertogdom Pruisen ten zuidwesten van de Oostzee tot aan Brandenburg naar de exclaves Kleef, Mark en Ravensberg in het Rijnland. In 1708 werd een derde van de bevolking getroffen door de builenpest. De plaag kwam in augustus 1710 tot Prenzlau maar ging niet verder naar de hoofdstad Berlijn 80 km verderop.
De nederlaag van Zweden in de Grote Noordse Oorlog tegen Rusland, Saksen, Denemarken-Noorwegen, Polen-Litouwen, Hannover en Pruisen betekende een einde van de Zweedse macht over de zuidelijke kust van de Oostzee. Na het Beleg van Stralsund (1711–1715) en de Stockholmse verdragen van januari 1720 verkreeg Pruisen het zuidelijke gedeelte van Zweeds-Pommeren met Stettin. Al in 1493 verkregen de Hohenzollerns met de Vrede van Pyritz, de successierechten op het hertogdom Pommeren. Zweden claimde dezelfde rechten met het Verdrag van Stettin (1630). Met het Verdrag van Stettin (1653) werd het hertogdom Pommeren in twee verdeeld: Voor-Pommeren werd Zweeds-Pommeren en Achter-Pommeren werd een Pruisische provincie.
In deze periode vormde keurvorst Frederik Willem I de junkers, de leden van de landadel, om tot een militaire klasse. Ook voerde hij in 1717 de leerplicht in.

### Frederik II (1740-1786)

#### Silezische oorlogen
In 1740 kwam Frederik II, ook bekend als Frederik de Grote, op de troon. Hij haalde een verdrag van 1537 uit de kast, dat toentertijd door keizer Ferdinand I werd verworpen, als voorwendsel om Silezië binnen te vallen, het begin van de Oostenrijkse Successieoorlog. Volgens dat verdrag zouden delen van Silezië aan het markgraafschap Brandenburg toekomen, na het uitsterven van de Silezische Piasten.
Na de bezetting van Silezië bood Frederik aan om aartshertogin Maria Theresia bescherming te bieden indien zij haar rechten op het gebied aan hem over zou dragen maar zij weigerde dat. Oostenrijk had echter nog meer tegenstanders waardoor Frederik uiteindelijk bij het Verdrag van Berlijn in 1742 in staat was om het gebied formeel in bezit te nemen.
Tot veler verrassing wist Oostenrijk de oorlog succesvol voort te zetten. In 1744 viel Frederik opnieuw binnen en eiste hij het koninkrijk Bohemen op. Het plan mislukte, maar de Franse druk op de Oostenrijkse bondgenoot koninkrijk Groot-Brittannië leidde tot een reeks van verdragen met als sluitstuk de Vrede van Aken in 1748. Hierdoor kwam Pruisen in bezit van het grootste deel van Silezië.
Vernederd door de overdracht van Silezië, zocht Oostenrijk diplomatieke toenadering tot Frankrijk en Rusland. Pruisen werd ondertussen in het Britse kamp gedreven. De bondgenootschappen werden zo binnen enkele jaren omgekeerd, de zogenaamde Renversement des alliances. De Zevenjarige Oorlog begon toen Frederik in 1756 Saksen binnenviel en enkele maanden later Bohemen. Omdat deze oorlog op drie continenten werd uitgevochten kan hij beschouwd worden als een eerste "wereld"oorlog.
Deze oorlog was een moeilijke strijd voor het Pruisische leger. Het feit dat het erin slaagde om in heel Europa tegelijkertijd slag te leveren en het meeste gebied te behouden, is dan ook te danken aan de militaire kwaliteiten van Frederik de Grote. Pruisen moest tegelijkertijd het hoofd bieden aan Oostenrijk, Frankrijk, Rusland en Zweden, met enkel Hannover en Groot-Brittannië als bondgenoten. Frederik wist een invasie in zijn landen te voorkomen tot in oktober 1760 Rusland kortstondig Berlijn en Koningsbergen bezette. De situatie was nijpend toen door de dood van keizerin Elisabeth van Rusland eind 1761 de kansen keerden (het "Mirakel van Brandenburg"). De nieuwe, Pruisischgezinde keizer Peter III nam de druk op het oostfront weg. Zweden staakte de strijd rond dezelfde tijd.
De Pruisische overwinning op Oostenrijk in de Slag bij Burkersdorf en de Britse successen tegen de Fransen in de koloniën maakten het voor Pruisen mogelijk om een Status quo ante bellum in Europa te bewerkstelligen. Dit resultaat bevestigde de leidende rol van Pruisen in de Duitse staten en de erkenning als grote mogendheid. Frederik deed het na het bijna-verlies van Pruisen rustig aan, en leefde tot zijn dood als vreedzaam heerser.

#### Eerste Poolse Deling

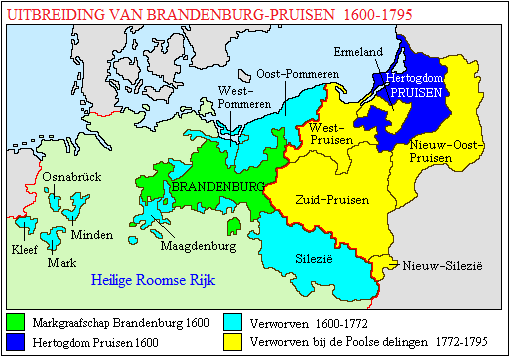
De groei van Brandenburg-Pruisen 1600–1795.

Aan de oost- en zuidkant van Pruisen was het Pools-Litouwse Gemenebest in de achttiende eeuw geleidelijk zwakker geworden. Gealarmeerd door de groeiende Russische invloed in Poolse aangelegenheden probeerde Frederik in 1772 bij de eerste van de Poolse Delingen het machtsevenwicht tussen Rusland, Oostenrijk en Pruisen te herstellen. Het koninkrijk Pruisen annexeerde het grootste deel van het Poolse koninklijk Pruisen, inclusief Ermland. Het geannexeerde gebied werd het volgende jaar ingedeeld in de provincie West-Pruisen. Het nieuwe gebied verbond de provincie Oost-Pruisen (het voormalige hertogdom Pruisen) met de provincie Pommeren.

#### Vorstenbond
Om de expansiedrang van de Habsburgse monarchie tegen te gaan, richtte Frederik in 1785 de Vorstenbond op.

### Frederik Willem II (1786-1797)
Na de dood van Frederik in 1786, volgde zijn neef Frederik Willem II hem op. Na de aanhouding van Lodewijk XVI ondertekende Frederik Willem II samen met Oostenrijk de Verklaring van Pillnitz. Dit werd door de Fransen als een oorlogsverklaring aangezien. Nadat Pruisen en Oostenrijk in 1791 de gevluchte Franse royalisten in het Rijnland en in de Oostenrijkse Nederlanden opvingen en bewapenden om de Franse Revolutie ongedaan te maken begon de Eerste Coalitieoorlog.
De tweede opdeling van Polen in 1793 gooide roet in de samenwerking tussen Pruisen en Oostenrijk. Met de Vrede van Bazel stapte Pruisen uit de Eerste Coalitieoorlog tegen de Franse Republiek. In dit verdrag kwamen Frankrijk en Pruisen overeen dat Pruisen de neutraliteit van de landen van het Heilige Roomse Rijk ten noorden van de Main zou garanderen inclusief de Britse continentale gebieden: Hannover, Bremen-Verden en het hertogdom Saksen-Lauenburg. Hannover moest ook troepen leveren voor een demarcatieleger om een gewapende vrede te verzekeren. Pruisen verloor alle gebieden ten westen van de Rijn aan Frankrijk, wat later leidde tot de oprichting van de Cisrheniaanse Republiek. In 1795 hield het koninkrijk Polen op te bestaan en een groot gebied inclusief Warschau, ten zuiden van Oost-Pruisen, werd onderdeel van Pruisen. Deze nieuwe gebieden werden onderverdeeld in de provincies Nieuw-Oost-Pruisen, Nieuw-Silezië en Zuid-Pruisen.

### Frederik Willem III (1797-1840)

#### Napoleontische oorlogen
In de loop van de Tweede Coalitieoorlog (1799–1802) tegen Frankrijk, spoorde Napoleon Bonaparte Pruisen aan om de continentale Britse gebieden te bezetten. In 1801 vielen 24.000 Pruisische soldaten het verraste Hannover binnen dat zich zonder strijd overgaf. In april 1801 arriveerden de Pruisische troepen in Stade, de hoofdstad van Bremen-Verden, en bleven daar tot oktober van hetzelfde jaar. Het Verenigd Koninkrijk negeerde eerst de Pruisische vijandelijkheden maar toen het zich bij de pro-Franse coalitie van onder andere Denemarken-Noorwegen en Rusland voegde begon het Pruisische zeeschepen in beslag te nemen. Na de Zeeslag bij Kopenhagen, viel de coalitie uit elkaar en trok Pruisen zijn troepen terug.
In 1803 werd Hannover bezet door Franse troepen. In het Verdrag van Schönbrunn van 1805 wist Frankrijk het bezit van het keurvorstendom aan Pruisen op te dringen. Frankrijk wilde hiermee vijandschap tussen Engeland en Pruisen veroorzaken. Pruisen nam Hannover in 1806 in bezit, maar met de oprichting van de Rijnbond (1806) bleek dit een lege doos. Op 6 augustus van dat jaar werd het Heilige Roomse Rijk opgeheven. De titel van keurvorst had hierdoor geen waarde meer en verviel. Voordien hadden de Hohenzollern vele titels en kronen, van Hoogste Bestuurder van de Protestante Kerk (summus episcopus) tot koning en groothertog van verschillende gebieden in het rijk. Na 1806 was Frederik Willem III enkel nog koning van Pruisen en summus episcopus.
Pruisen nam deel aan de Vierde Coalitieoorlog tegen het Franse Keizerrijk, maar werd in de Slag bij Jena en Auerstedt (14 oktober 1806) verslagen. Koning Frederik Willem III werd gedwongen zich tijdelijk in Memel terug te trekken. Franse troepen trokken Berlijn binnen. Door de Vrede van Tilsit die in 1807 een einde maakte aan de Vierde Coalitieoorlog, verloor Pruisen de helft van zijn gebied waaronder al het gebied ten westen van de Elbe. Het gebied dat het tijdens de Tweede en Derde Poolse Delingen verkregen had, ging naar het nieuw opgerichte hertogdom Warschau. Frankrijk heroverde het Pruisische deel van Hannover, inclusief Bremen-Verden. Het restant van het koninkrijk werd bezet door de Fransen. De koning werd verplicht om een bondgenootschap met Frankrijk te sluiten en onderdeel worden van het Franse Continentaal stelsel. De Pruisische vernedering deed een nationaal Duits bewustzijn ontstaan dat werd aangewakkerd door de filosoof Johann Gottlieb Fichte met zijn Reden an die deutsche Nation.
Na de mislukte Veldtocht van Napoleon naar Rusland zegde Pruisen het bondgenootschap op en nam het deel aan de Zesde Coalitieoorlog wat voor Duitsland b⁹evrijdingsoorlogen (Befreiungskriege) tegen de Franse bezetting waren. De dienstplicht werd ingevoerd zodat de militaire inspanning niet langer een aangelegenheid was van een bevoorrechte klasse (de junkers), maar van het hele volk. De Pruisische troepen namen onder maarschalk Gebhard Leberecht von Blücher deel aan de Slag bij Waterloo waarbij Napoleon in 1815 definitief verslagen werd.

#### Na de Slag bij Waterloo

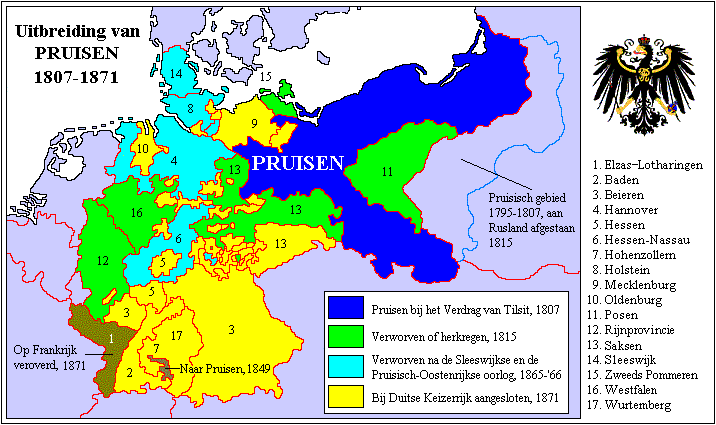
Uitbreiding van Pruisen 1807–1871.

Pruisen werd op het Congres van Wenen voor zijn aandeel in de overwinning op Frankrijk beloond. Het kreeg de meeste verloren gebieden terug met daarnaast 40% van het koninkrijk Saksen en een groot deel van het Rijnland. Anderzijds moest het een aanzienlijk deel van de tijdens de Tweede en Derde Poolse Deling geannexeerde gebieden overdragen aan Congres-Polen onder Russische heerschappij.
Het veroverde gebied werd in tien provincies verdeeld. Het grootste gedeelte van het koninkrijk werd met uitzondering van de provincies Oost-Pruisen, West-Pruisen en Posen onderdeel van de Duitse Bond, een confederatie van 39 soevereine staten die het Heilige Roomse Rijk verving.
Koning Frederik Willem III legde Pruisen een aantal administratieve hervormingen op. Hij verdeelde de regering in ministeries die de volgende honderd jaar stand zouden houden.
In religieus opzicht begon de hervormde calvinist Frederik Willem III als Hoogste Bestuurder van de Protestantse Kerk met de uitvoering van een lang gekoesterd project om de lutherse en hervormde Kerk samen te voegen. De fusie tussen de calvinistische minderheid, waaronder Frederik Willem III, en de lutherse meerderheid kwam in 1817 tot stand in de zogenaamde Pruisische Unie van Kerken. Constante onenigheden leidden echter in 1830 tot een permanent schisma tussen de verenigde lutheranen en de oude lutheranen.

### Frederik Willem IV (1840-1861)
Gedurende een halve eeuw na het Congres van Wenen, was de Duitse Bond verdeeld tussen aanhangers van een Duitse eenheidsstaat en voorstanders van het behoud van de afzonderlijke bestaande kleine Duitse staten. De creatie van de Duitse Tolunie in 1834, met uitsluiting van het keizerrijk Oostenrijk, zorgde voor een groeiende invloed van Pruisen op de kleinere staten. Als gevolg van het Revolutiejaar 1848 kreeg koning Frederik Willem IV door het Frankfurter Parlement het koningschap van een verenigd Duitsland aangeboden. Frederik Willem IV weigerde het aanbod op de grond dat revolutionaire raden geen koninklijke titels konden toekennen. Er waren echter ook twee andere redenen: het zou geen oplossing bieden voor de interne machtsstrijd tussen Oostenrijk en Pruisen. Bovendien vreesden alle Pruisische koningen tot dan toe dat de vorming van een Duitse Keizerrijk het einde van Pruisische onafhankelijkheid binnen de Duitse staten zou betekenen.
Als gevolg van het Revolutiejaar 1848 werden de Zuid-Duitse vorstendommen Hohenzollern-Sigmaringen en Hohenzollern-Hechingen, tot dan geregeerd door een katholieke tak van de Hohenzollern, in 1850 geannexeerd door Pruisen en later samengevoegd tot de Hohenzollernsche Lande.
In 1848 werden er door Denemarken acties ondernomen om de hertogdommen Sleeswijk en Holstein in te lijven. Dat leidde tot de Eerste Duits-Deense Oorlog tussen de Duitse Bond en Denemarken die door de laatste gewonnen werd.
Frederik Willem IV kondigde in 1850 eigenmachtig een Pruisische Grondwet af. Dit document, destijds gematigd maar tegenwoordig conservatief te noemen, stelde een parlement van twee kamers in. Het lagerhuis of Landtag werd verkozen door burgers die werden verdeeld in drie klassen. De drie klassen werden samengesteld op grond van het bedrag aan belasting dat men betaalde. Vrouwen en allen die geen belasting betaalden hadden geen stemrecht. Dit zorgde ervoor dat slechts een derde van de kiezers 85% van de vergadering koos zodat alle beslissingen genomen werden door de welstellende klasse. De leden van het hogerhuis, later het Herrenhaus genoemd, werden benoemd door de koning. Hij behield de volledige macht. Ministers waren alleen aan hem verantwoording verschuldigd. Als gevolg hiervan bleef in het bijzonder in de oostelijke provincies de macht bij de leidende klasse, de junkers, intact.

### Wilhelm I (1861-1888)

#### Duitse eenheidsoorlogen
Frederik Willem IV kreeg in 1857 een beroerte, waarna zijn jongere broer kroonprins Willem regent werd. Die volgde een meer gematigde aanpak. Na de dood van Frederik Willem IV in 1861 werd de kroonprins gekroond tot koning Wilhelm I. Kort na zijn troonsbestijging volgde een conflict met het door liberalen gedomineerde parlement over de omvang van het leger. Het parlement maakte bezwaar tegen de plannen van Wilhelm I om het aantal regimenten te vergroten en weigerde met een verhoging van het budget in te stemmen. Een patstelling volgde. Wilhelm I overwoog ernstig om troonsafstand te doen ten gunste van zijn zoon kroonprins Frederik Willem. De uitweg was de benoeming van de Duitse ambassadeur in Frankrijk, Otto von Bismarck, tot minister-president. Bismarck legde op 23 september 1862 de eed af.
Hoewel Bismarck de reputatie had van een koppig conservatief, was hij eerst van plan om een compromis te sluiten rond de budgettaire kwestie. Wilhelm I weigerde echter toe te geven omdat hij militaire aangelegenheden als het persoonlijke domein van de kroon beschouwde. Bismarck kwam met een nieuwe theorie die een uitweg bood uit de crisis: volgens de grondwet waren koning en parlement samen verantwoordelijk voor de staatsbegroting, maar aangezien zij niet tot overeenstemming konden komen, was er een lacune in de grondwet. De regering moest om de continuïteit van de overheid te garanderen belastingen blijven heffen en de middelen conform de laatst goedgekeurde begroting verdelen. Van 1862 tot 1866 volgde de regering die oude begroting terwijl Bismarck intussen alle gelegenheid had om Wilhelm I zijn militaire hervormingen uit te voeren.
De democraten noemden Bismarck een wetsverkrachter. Bismarck plan was echter in overeenstemming met het liberalisme. Hij was namelijk tot de conclusie gekomen dat de Duitse eenwording onvermijdelijk was. Conservatieve krachten moesten hierin echter de leiding nemen om te voorkomen dat het land in elkaar zou storten. Hij meende dat het de liberalen uit de middenklasse eerder om een verenigd Duitsland ging dan om het breken van de macht van de traditionele klassen. Hij bereikte na drie oorlogen zijn doel door te streven naar een verenigd Duitsland onder Pruisische leiding.
De eerste van deze oorlogen was de Tweede Duits-Deense Oorlog die Pruisen in 1864 startte. Pruisen slaagde erin om Oostenrijk aan zijn zijde te krijgen. Het verslagen Denemarken moest Sleeswijk en Holstein aan respectievelijk Pruisen en Oostenrijk overdragen.

Duitse staten na de Duitse Oorlog (1866).
Koninkrijk Pruisen
Pruisische bondgenoten: Italië en de 14 Duitse staten Anhalt, Bremen, Brunswijk, Lauenburg, Lippe-Detmold, Lübeck, Hamburg, Mecklenburg-Schwerin, Mecklenburg-Strelitz, Oldenburg, Saksen-Altenburg, Saksen-Coburg en Gotha, Schwarzburg-Sondershausen, Waldeck-Pyrmont
Keizerrijk Oostenrijk (vanaf 1867: Oostenrijk-Hongarije)
Oostenrijkse bondgenoten: de 11 Duitse staten Baden, Beieren, Hanover, Hessen-Darmstadt, Hessen-Kassel, Nassau, Reuss-Greiz, Saksen-Meiningen, Saksen, Schaumburg-Lippe, Württemberg
Neutrale staten: Liechtenstein, Limburg, Luxemburg, Reuss-Schleiz, Saksen-Weimar-Eisenach, Schwarzburg-Rudolstadt
Pruisische aanwinsten: Hannover, Sleeswijk, Holstein, Hessen-Hinterland en Hessen-Homburg van Hessen-Darmstadt, Hessen-Kassel, Nassau en Frankfort

Het gedeelde bestuur van Sleeswijk en Holstein was niet veel later, in 1866, de aanleiding voor de Duitse Oorlog, ook bekend als de Zevenweekse Oorlog. Pruisen, gesteund door het koninkrijk Italië en een aantal andere Duitse staten, verklaarde de oorlog aan Oostenrijk. De coalitie van Oostenrijk werd verslagen en Pruisen annexeerde de beide hertogdommen alsook vier van de kleinere bondgenoten van Oostenrijk: Hannover, Hessen-Kassel, het hertogdom Nassau en de vrije stad Frankfort. Het hertogdom Lauenburg werd feitelijk geannexeerd. Het kwam in een personele unie samen met Pruisen en werd in 1876 volledig opgenomen. Koning Wilhelm I wilde ook Oostenrijk zelf inlijven, maar Bismarck wist dit idee uit zijn hoofd te praten. Hoewel Oostenrijk geen rol in de Duitse eenwording mocht spelen zag hij daarbuiten nog wel een waardevolle rol als bondgenoot in de toekomst.
Met deze verworven gebieden werden het Pruisische bezit in het Rijnland en Westfalen voor het eerst met de rest van het koninkrijk verbonden. Met inbegrip van de feitelijke annexatie van Lauenburg strekte Pruisen zich uit over twee derde van het noorden van Duitsland. Deze omvang behield het tot het einde van de monarchie in 1918.
Bismarck zag toen een mogelijkheid om de budgettaire kwestie met het parlement te beëindigen. Hij stelde een wet voor waardoor hij met terugwerkende kracht goedkeuring kreeg voor het regeren zonder begroting. Dit leidde zoals hij verwacht had tot verdeeldheid bij de liberalen waarvan sommigen vonden dat er geen compromis over de principes van een constitutionele regering mogelijk was. De meesten stemden echter met het voorstel in omdat ze hoopten dat ze in de toekomst meer bewegingsruimte zouden krijgen.
De Duitse Bond werd ontbonden als gevolg van de oorlog. In plaats daarvan haalde Pruisen in 1867 21 staten ten noorden van de Main over tot oprichting van de Noord-Duitse Bond. Pruisen was in deze bond met tachtig procent van de oppervlakte en bevolking de dominante staat. Het had bijna totale controle vanwege de door Bismarck geschreven grondwet. De uitvoerende macht lag bij de president, een ambt dat op basis van erfrecht aan de Pruisische kroon toekwam. Hij werd bijgestaan door een kanselier die alleen aan hem verantwoording aflegde. Er was ook een parlement van twee kamers. Het lagerhuis, de Rijksdag werd gekozen door de mannelijke belastingbetalers. Het hogerhuis, de Bondsraad, werd gekozen door de bondsregeringen. De Bondsraad was in praktijk de belangrijkste kamer. Pruisen had er 17 van de 43 stemmen en kon makkelijk de controle uitoefenen op de gang van zaken en allianties maken. De vergadering werd feitelijk gedomineerd door Bismarck, die in zijn bevoegdheid van minister van buitenlandse zaken de Pruisische vertegenwoordigers rechtstreeks aanstuurde.
De zuidelijke Duitse staten, behalve Oostenrijk, werden gedwongen om een militaire alliantie met Pruisen te sluiten. Dat begon met stappen om ze te verenigen met de Noord-Duitse Bond. Bismark stuurde aan op een Klein-Duitse eenwording die in tegenstelling tot de Groot-Duitse eenwording het gemakkelijkst te verwezenlijken was.
Het laatste bedrijf was de Frans-Duitse Oorlog van 1870 waar Bismarck de Franse keizer Napoleon III er toe bracht om aan Pruisen de oorlog te verklaren. Het systeem van bondgenootschappen trad in werking en de Duitse staten versloegen Frankrijk. De Duitse eenwording onder Pruisische leiding was op dat ogenblik al bijna voltooid. In de patriottische roes van de overwinning viel alle tegenstand tegen deze eenwording weg. Op 18 januari 1871, de 170e verjaardag van de kroning van Frederik I van Pruisen, werd in de Spiegelzaal in het Versailles buiten Parijs, terwijl de Franse hoofdstad nog belegerd werd, het Duitse Keizerrijk uitgeroepen. Koning Wilhelm I van Pruisen werd de eerste keizer van een verenigd Duitsland.

#### Duitse Keizerrijk

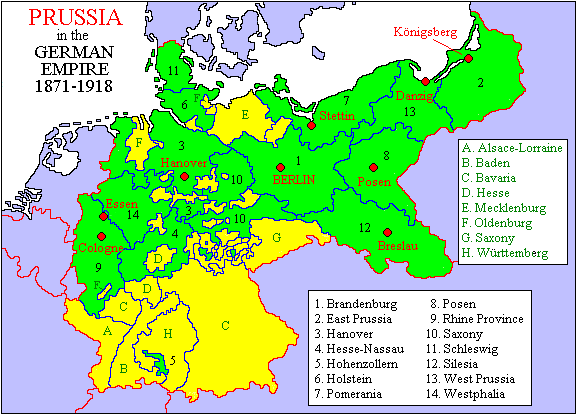
Pruisen in het Duitse Rijk 1871–1918

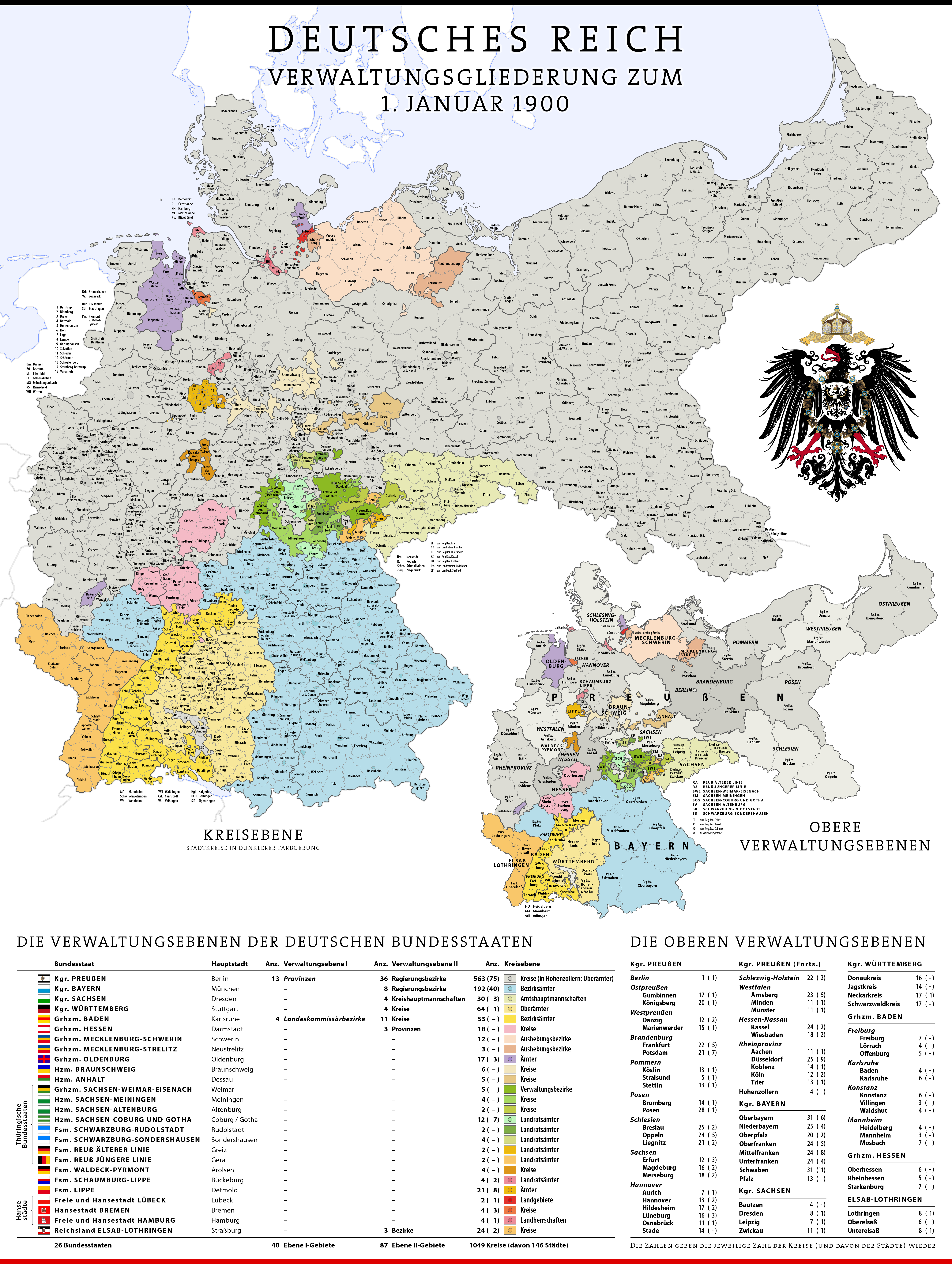

Bismarcks nieuwe rijk was het machtigste in Europa. De dominantie van Pruisen over het nieuwe rijk was bijna even absoluut als over de Noord-Duitse Bond. Pruisen omvatte twee derde van het gebied en drie vijfde van de bevolking. De keizerlijke kroon was een erfelijke functie van het huis Hohenzollern. Pruisen had een grote meerderheid in de Bondsraad en net zoals vroeger de controle op de gang van zaken met steun van zijn bondgenoten in de kleinere staten.
De kiem voor toekomstige problemen lag in het verschil tussen de kiesstelsels van Pruisen en het keizerrijk. Het rijk kende kiesrecht voor alle mannen ouder dan 25 jaar, terwijl Pruisen vasthield aan het restrictieve drieklassenkiesrecht. Daarin hadden de welgestelde inwoners 17,5 maal zoveel invloed als de rest van de bevolking. De rijkskanselier was vanaf dat moment, behalve tussen januari-november 1873 en van 1892 tot 1894, ook minister-president van Pruisen. Dit betekende voor het voortbestaan van het rijk dat de koning/keizer en minister-president/rijkskanselier meestal meerderheden moest zoeken bij volksvertegenwoordigers van totaal verschillende kleur.
Tijdens het ontstaan van het rijk, bestonden Duitsland en Pruisen voor ongeveer twee derde uit plattelandsbevolking. Binnen twintig jaar was de situatie omgedraaid en leefde twee derde van de bevolking in de steden. In zowel het koninkrijk als het keizerrijk waren de kiesdistricten nooit aangepast. Dit betekende dat de plattelandsgebieden vanaf 1890 steeds meer oververtegenwoordigd waren.
Bismarck besefte dat de rest van Europa sceptisch naar het nieuwe keizerrijk keek en hij besteedde aandacht aan vredesbesprekingen zoals tijdens het Congres van Berlijn (1878). Het nieuwe Duitse Keizerrijk verbeterde de bestaande sterke banden met Groot-Brittannië. De band tussen Londen en Berlijn was al bevestigd door het huwelijk in 1858 van kroonprins Frederik Willem met de Britse prinses Victoria van Saksen-Coburg en Gotha.

### Einde
Willem I overleed in 1888 en kroonprins Frederik III volgde hem op. De nieuwe keizer, een toegewijde anglofiel, was van plan om Pruisen en het keizerrijk te transformeren naar een meer liberaal en democratisch model zoals in Groot-Brittannië. Frederik overleed echter na 99 dagen en werd opgevolgd door de 29-jarige Willem II. Als jongen was Willem al in opstand gekomen tegen zijn ouders die hem als echte liberaal wildenop voeden. Twee jaar na zijn aantreden, ontsloeg hij Bismarck. De nieuwe keizer verzuurde de goede relaties met de Britse en Russische koningshuizen, die snel rivalen en later vijanden werden.
Toen de Duitse nederlaag in de Eerste Wereldoorlog een feit werd, brak een revolutionaire periode aan die begon in november 1918 en duurde tot augustus 1919 met de vorming van een republiek, die later bekend werd als de Weimarrepubliek.
Het koninkrijk werd in 1918 tijdens de Duitse Revolutie afgeschaft. De vrijstaat Pruisen kwam ervoor in de plaats.

## Politiek en economie

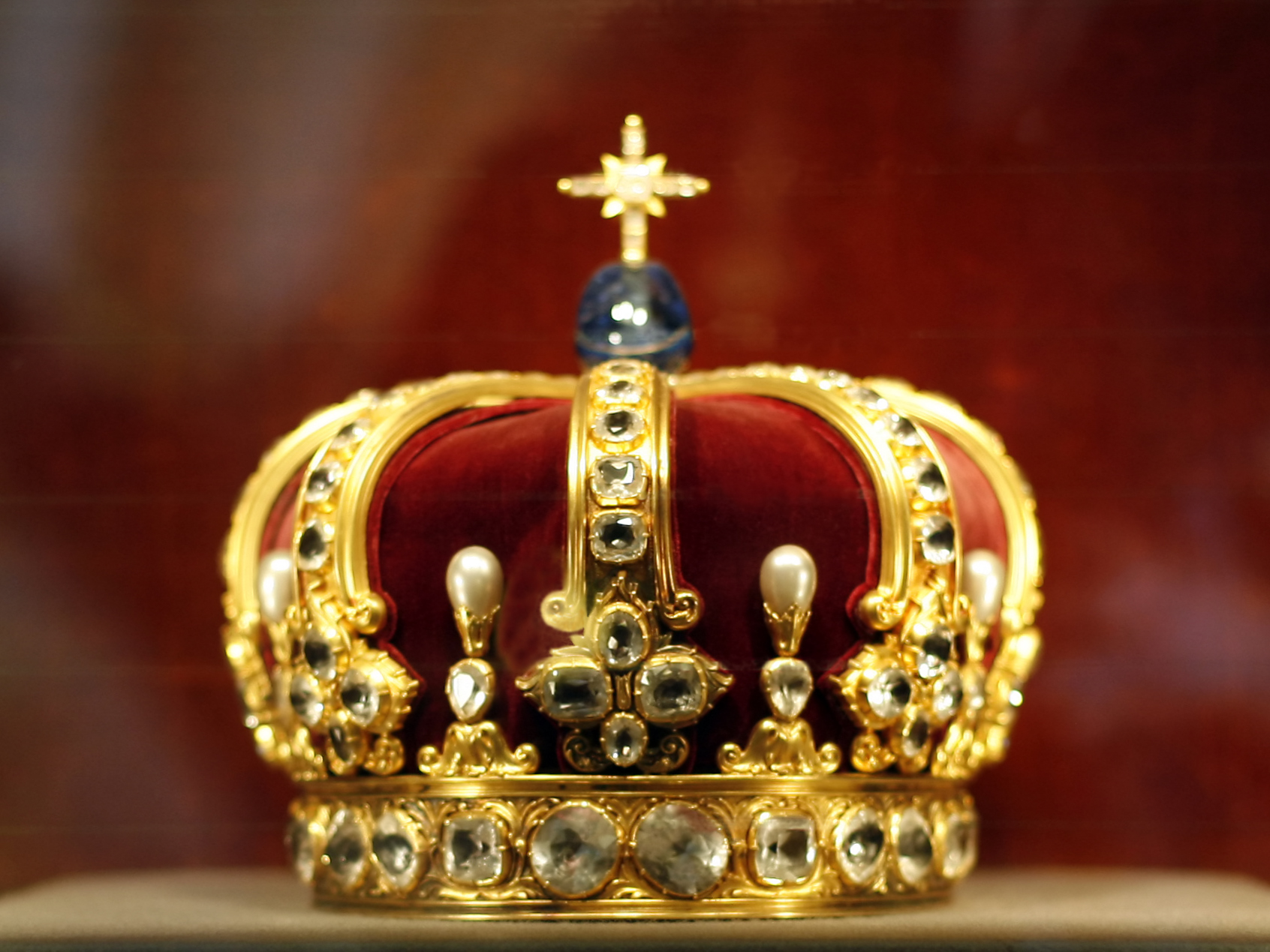
Kroon van Willem II, uit de collectie uit de Burg Hohenzollern

Pruisen en vooral het oosten ervan was tot 1820 een typische landbouwstaat, waar vooral rogge (graan), aardappelen en in mindere mate tabak geproduceerd werden. Oost-Pruisen had slechts 2,26 miljoen inwoners in 1925 en was dunbevolkt. Westfalen en de Rijnprovincie werden in de 19e eeuw wel geïndustrialiseerd.
Het koninkrijk Pruisen was tot de Maartrevolutie van 1848-49 een absolute monarchie. Daarna werd Pruisen een constitutionele monarchie en Adolf Heinrich von Arnim-Boitzenburg de eerste Pruisische minister-president. In overeenstemming met de eerste grondwet van Pruisen werd een parlement met twee kamers opgericht. Het lagerhuis, de Landtag, werd gekozen door belastingbetalers die ingedeeld waren in drie klassen op grond van de hoeveelheid belasting die werd betaald. 25% van de kiezers kozen hierdoor 85% van de volksvertegenwoordigers wat zorgde voor een dominante rol van de rijken. De leden van het hogerhuis, later het Pruisische Hogerhuis genoemd, werden door de koning benoemd. Hij behield de volledige uitvoerende macht. De leden van de regering legden alleen verantwoording aan hem af. Als gevolg hiervan, bleef de macht van de grondbezitters, de junkers, vooral in de oostelijke provincies intact. De Pruisische geheime politie, gevormd als reactie op de Maartrevolutie, ondersteunde de conservatieve regering.

## Provincies

De provincies van het koninkrijk Pruisen na het Congres van Wenen (1815). De andere leden van de Duitse Bond zijn in beige. Het kanton Neuchatel stond tot 1848 onder Pruisische heerschappij

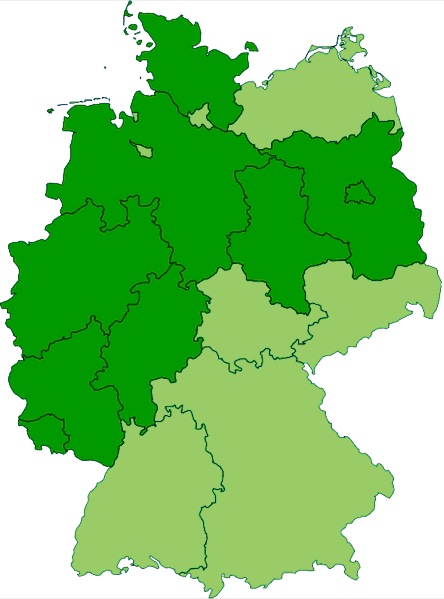
Het tegenwoordige Duitsland in donkergroen bijna volledig binnen het gebied van koninkrijk Pruisen.

De kern van het koninkrijk Pruisen werd gevormd door het markgraafschap Brandenburg en het hertogdom Pruisen, samen Brandenburg-Pruisen. Pommeren was vanaf 1653 een Pruisische provincie. Het gebied vormde samen met Zweeds-Pommeren, dat van 1720 tot 1815 veroverd werd op Zweden, de nieuwe provincie Pommeren. Uit de veroveringen tijdens de Silezische Oorlogen ontstond in 1740 de provincie Silezië.
Na de Eerste Poolse Deling in 1772, werden het geannexeerde koninklijk Pruisen en het Ermland omgevormd tot de provincie West-Pruisen en werd het hertogdom Pruisen hernoemd tot de provincie Oost-Pruisen. Uit andere annexaties langs de Netze-rivier ontstond het Netzedistrict. Na de Tweede en Derde Poolse Deling van 1793 tot 1795 ontstonden uit de nieuwe Pruisische annexaties de provincies Nieuw-Silezië, Zuid-Pruisen en Nieuw-Oost-Pruisen. Het Netzedistrict werd herverdeeld over de provincies West-Pruisen en Zuid-Pruisen. Het meeste gebied van deze provincies ging in 1815 na het Congres van Wenen verloren aan het Congres-Polen. Het zuidelijke deel van Zuid-Pruisen werd onderdeel van het groothertogdom Posen.
Na de grote gebiedsuitbreiding volgend op het Congres van Wenen bestond Pruisen uit een tiental provincies, elk onderverdeeld in kleinere regio's, de Regierungsbezirke. De provincies waren:
- Brandenburg
- Oost-Pruisen
- Gulik-Kleef-Berg
- Groothertogdom Beneden-Rijn
- Pommeren
- Groothertogdom Posen
- Saksen
- Silezië
- Westfalen
- West-Pruisen

In 1822 werden de provincies Gulik-Kleef-Berg en Beneden-Rijn samengevoegd tot de Rijnprovincie. In 1829 werden de provincies Oost-Pruisen en West-Pruisen samengevoegd tot één provincie Pruisen maar beide aparte provincies werden hersteld in 1878. De provincies Hohenzollern-Sigmaringen en Hohenzollern-Hechingen werden in 1850 geannexeerd en vormden de provincie Hohenzollern.
Na de Pruisische overwinning in de Duitse Oorlog van 1866 werden de nieuwe geannexeerde gebieden georganiseerd in drie nieuwe provincies: Hannover, Hessen-Nassau en Schleswig-Holstein.